# Young Gangan
Young Gangan (jap. ヤングガンガン, Yangu Gangan) ist ein japanisches Manga-Magazin, das sich an ein junges männliches Publikum richtet und daher zu den Seinen-Magazinen gezählt wird. Es erscheint seit 2004 beim Verlag Square Enix, der auch das ältere Schwestermagazin Shōnen Gangan herausbringt sowie weitere Magazine der Gangan-Familie. Young Gangan kommt zweimal im Monat heraus. 

## Serien (Auswahl)
- Arakawa under the Bridge von Hikaru Nakamura
- Bamboo Blade von Masahiro Totsuka und Aguri Igarashi
- Dead Mount Death Play von Ryohgo Narita und Shinta Fujimoto
- Dimension W von Yūji Iwahara
- Dungeon ni Deai o Motomeru no wa Machigatteiru Darō ka von Fujino Ōmori und Kunieda
- Eve no Jikan von Yūki Ōta
- Hanamaru Yōchien von Yūto
- Isekai Shokudō von Takaaki Kugatsu
- Katainaka no Ossan, Kensei ni Naru Gaiden: Ryūsōken no Kiseki von Sasami Hazama
- Kurokami von Dall-Young Lim und Sung-woo Park
- Mangaka-san to Assistant-san to von Hiroyuki
- Manhole von Tsutsui Tetsuya
- Mononoke von Ninagawa Yaeko
- More Than a Doll von Shinichi Fukuda
- Murciélago von Kana Yoshimura
- Ore no Kanojo to Osananajimi ga Shuraba Sugiru 4-koma von Morimo
- Saki von Ritz Kobayashi
- Sekirei von Sakurako Gokurakuin
- Space Dandy von Masafumi Harada, Park Sung-woo und Red Ice
- Sumomomo Momomo von Shinobu Ohtaka
- Übel Blatt von Etorōji Shiono
- Working!! von Karino Takatsu